# (500135) 2012 CT42
(500135) 2012 CT42 es un asteroide perteneciente al cinturón de asteroides, descubierto el 4 de febrero de 2012 por el equipo del Pan-STARRS desde el Observatorio de Haleakala, Hawái, Estados Unidos.

## Designación y nombre
Designado provisionalmente como 2012 CT42.

## Características orbitales
2012 CT42 está situado a una distancia media del Sol de 2,322 ua, pudiendo alejarse hasta 2,659 ua y acercarse hasta 1,984 ua. Su excentricidad es 0,145 y la inclinación orbital 6,288 grados. Emplea 1292,75 días en completar una órbita alrededor del Sol.

## Características físicas
La magnitud absoluta de 2012 CT42 es 17,9.